# Plebejus punctifera
Plebejus punctifera är en fjärilsart som beskrevs av Hans Rebel 1908. Plebejus punctifera ingår i släktet Plebejus och familjen juvelvingar. Inga underarter finns listade i Catalogue of Life.